# Ramón María Aldasoro y Galarza
Ramón María Aldasoro y Galarza (Tolosa, 10 de març de 1897 - Cuba, 2 de febrer de 1952) fou un polític basc.

## Biografia

### Trajectòria
Llicenciat en Dret en la Universitat de Madrid va obrir despatx d'advocat en Bilbao, arribant a ser vicepresident de l'Acadèmia de Dret i Ciències Socials. Va ser a més membre de la Societat d'Estudis Bascos i de la societat liberal El Sitio de Bilbao.
També va ser un dels líders republicans bascos que van participar en el Pacte de Sant Sebastià. A conseqüència de l'aixecament republicà del mes de desembre de 1930 va ser detingut i empresonat a Madrid. Al març de 1931 va participar en la fundació de la Agrupación al Servicio de la República a Biscaia. Nomenat governador civil de Guipúscoa per les noves autoritats republicanes el 17 d'abril de 1931, va impulsar, en els tres mesos que va estar en el lloc, importants decisions, com el nomenament de la Comissió Gestora de la Diputació Foral o la detenció del dirigent comunista (després company seu en el Govern Basc) Juan Astigarrabia Andonegui.
Va militar en aquesta època en diferents organitzacions polítiques: primer en el Partit Republicà Autònom, més tard en el Partit Republicà Radical Socialista i finalment a Izquierda Republicana, la formació de Manuel Azaña. En les eleccions a Corts Constituents de 1931 va ser elegit diputat per Biscaia per la candidatura Republicano-Socialista. Va ser nomenat secretari de les Corts i va rebre l'Estatut d'Autonomia redactat per la Societat d'Estudis Bascos anomenat Estatut d'Estella. En 1932 va participar en l'Assemblea de Pamplona que es va reunir per impulsar l'aprovació d'Estatut d'Autonomia Basc-Navarro, anomenat Estatut de les Gestores. En aquesta reunió Aldasoro va defensar la incorporació de Navarra a l'autonomia basca.

### Guerra civil i exili
Després del cop d'estat de juliol de 1936 va ser l'home fort de Comissariat de Defensa de Biscaia, un organisme anterior a la creació de la Junta de Defensa de Biscaia que tenia com a propòsit impedir l'aixecament a Biscaia i combatre'l. El 12 d'agost de 1936 va ser nomenat director general de Farines, Blats i Comestibles.
Després de l'aprovació de l'Estatut Basc per les Corts republicanes l'1 d'octubre de 1936 i la immediata formació del Govern d'Euzkadi, Ramón Aldasoro va ser nomenat Conseller de Comerç i Proveïment en representació del seu partit, Esquerra Republicana. Al capdavant d'aquesta conselleria va treballar per impedir el desproveïment que sofria una Biscaia aïllada. Això seria possible gràcies al suport del comerç amb el Regne Unit i l'obertura de diverses delegacions comercials, tant dins com fora d'Espanya (Bordeus, Baiona, Barcelona, València i Alacant) el que va contribuir a millorar les llistes d'aprovisionaments.
Va mantenir relacions tibants amb la direcció central del seu partit, Izquierda Republicana, la qual cosa va provocar que en fos expulsat al febrer de 1938. Malgrat això, va romandre en el Govern d'Euzkadi a títol personal, vinculat més estretament al lehendakari Aguirre i al PNB. Després de la caiguda de Biscaia, José Antonio Aguirre el va enviar a Buenos Aires com a delegat amb la finalitat de treballar a favor dels bascos emigrats a l'Argentina, especialment per als nens refugiats. Aquestes gestions van donar lloc a la creació a l'agost de 1939 del Comitè Pro-Immigració Basca. Aquest mateix any va fundar Euzko Deya-La voz de los vascos en Amèrica i organitzarà la filial argentina de la Liga de Amigos de los Vascos. L'11 de juliol de 1940, davant la desaparició en l'Europa ocupada pels nazis del lehendakari Aguirre, Manuel de Irujo va formar el Consell Nacional d'Euskadi. La creació d'aquest òrgan, de caràcter nacionalista basc i no autonòmic, aixecarà importants recels en la resta de partits del Govern Basc no nacionalistes. Aldasoro s'hi integrarà. De la mateixa manera, des de Buenos Aires Aldasoro participarà activament amb la revista Galeuzca, col·laborant amb nacionalistes catalans i gallecs en l'exili. A més participarà en un altre tipus d'actes impartint conferències.
En 1946 va tornar a Donibane Lohitzune formant part del reorganitzat Govern d'Euzkadi. Al març de 1947 participarà en la constitució an París del Moviment Federalista Basc i al febrer de 1949 participa en París en la Constitució del Consell Federal Espanyol del Moviment Europeu.
Va morir a Cuba el 2 de febrer de 1952. El seu càrrec de conseller va ser ocupat pel seu correligionari Ambrosio Garbisu y Pérez.